# قله برف‌انبار

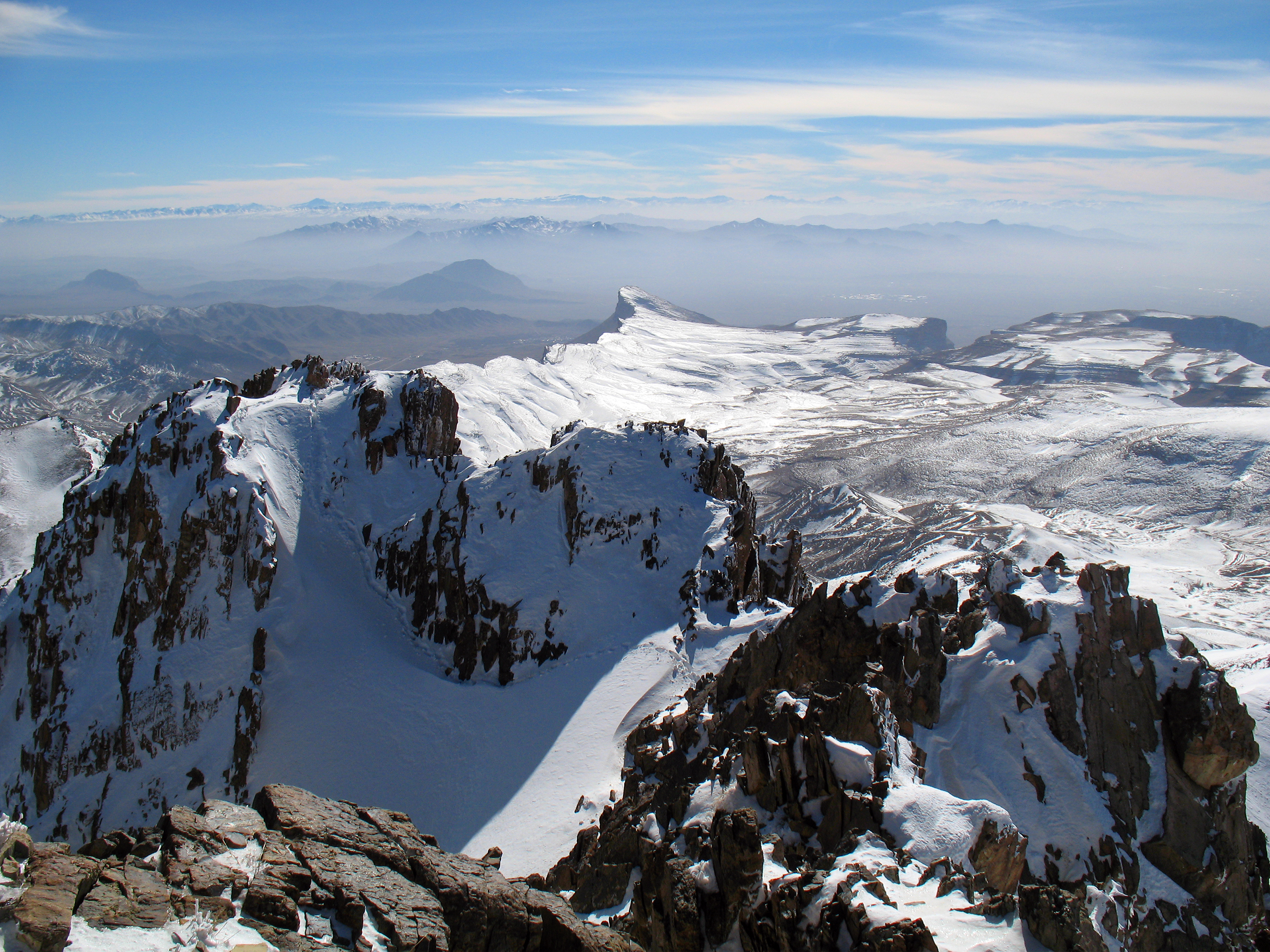
چشم‌انداز برف انبار و مناطق اطراف

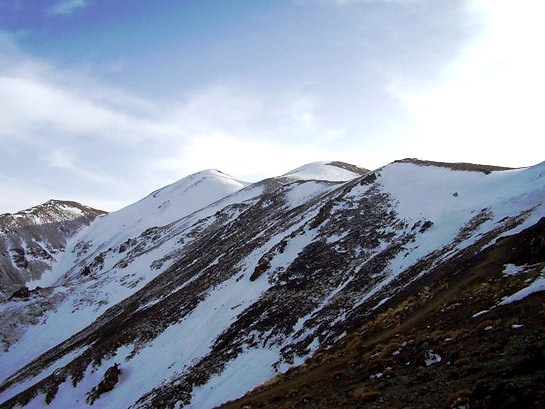
برف انبار

قلهٔ برف‌انبار در ۵۰ کیلومتری جنوب شهر قم و در باغ‌های جنوبی روستای فردو از توابع بخش مرکزی شهرستان کهک واقع شده‌است.
این رشته‌کوه از شمال به محدودهٔ روستای فردو، از شرق به محدودهٔ وسف (دهکدهٔ محققین)، از غرب به محدودهٔ رشته‌کوه پلنگ آبی و از جنوب به دهستان جاسب استان مرکزی منتهی می‌شود.
این قله با ارتفاع ۳٬۲۲۴ متر بلندترین نقطهٔ طبیعی در سرتاسر استان قم محسوب می‌شود و همین ویژگی باعث شده که این منطقه هر هفته شاهد حضور کوهنوردان استان و کشور به ویژه در سال‌های اخیر باشد.
وجود دره‌ای به عمق ۶۰۰ متر در کنار قلهٔ برف‌انبار باعث شده‌است که برف در فصل زمستان به میزان زیادی در آن انباشته گردد، به‌طوری که بعضاً تا فصل تابستان نیز این دره مملو از برف‌های یخ زده‌است، نام «برف‌انبار» نیز از این ویژگی ناشی شده‌است.
در کوهپایهٔ برف‌انبار دو چشمهٔ آب سرد در فاصلهٔ یکصد متری از هم وجود دارند که از دل کوه و سه چال برف‌خیز برف‌انبار جریان می‌یابند و به باغ‌های انبوه فردو منتهی می‌شوند. همچنین این چشمه‌ها از معدود چشمه‌های آبی می‌باشند که در تمام طول سال در استان گرمسیر قم، آب جاری دارند و خشک نمی‌شوند.
این منطقه در روزهای برفی فصل زمستان به جز کوهنوردان، شاهد حضور خانواده‌های قمی و علاقه‌مندان به ورزش اسکی نیز می‌باشد که برای سر خوردن و اسکی روی برف‌های دامنهٔ شمالی و شرقی این رشته‌کوه، راهی ارتفاعات می‌شوند.